# Abdou Kaza
Abdou Kaza (* 1953 in Falwel) ist ein nigrischer General und Politiker.

## Leben
Abdou Kaza gehörte ab 1972 den Streitkräften Nigers an. Er besuchte nach dem Baccalauréat von 1974 bis 1976 die Militärakademie in Cherchell in Algerien. Er arbeitete als Ausbildner im nigrischen Militärlager Tondibiah und wurde 1977 zum Unterleutnant befördert. Von 1978 bis 1979 ging er auf die Infanterie-Schule in Montpellier in Frankreich.
Kaza war Kommandant verschiedener Kompanien. Er diente von 1983 bis 1985 als Aide-de-camp des Premierministers und Präsidenten des Nationalen Entwicklungsrats Mamane Oumarou. Von 1988 bis 1989 wirkte er als Kommandant des Ausbildungszentrums in Tondibiah und von 1992 bis 1993, anfangs interimsmäßig, als Kommandant der Verteidigungszone Nr. 2 im Norden des Landes. Dort musste er sich mit den in diesen Jahren verübten Anschlägen von Paramilitärs wie der Befreiungsfront des Aïr und Azawad befassen. Als Präfekt des Departements Tahoua kam er schließlich 1997 auch in der Zivilverwaltung zum Einsatz.
Staatspräsident Mamadou Tandja bestimmte Abdou Kaza 1999 zu seinem Aide-de-camp, was er acht Jahre lang blieb. Kaza hatte während dieser Zeit auch die Generalaufsicht über die Bauarbeiten am Village de la Francophonie in der Hauptstadt Niamey, das anlässlich der Spiele der Frankophonie von 2005 errichtet wurde. 2007 wurde er zum Sonderberater des Staatspräsidenten und zum Brigadegeneral befördert. Im Jahr darauf erfolgte seine Ernennung zum Generalinspektor der Armeen und der Gendarmerie. Kaza überwarf sich jedoch mit Mamadou Tandja, der eine in der Verfassung nicht vorgesehene dritte Amtszeit als Staatspräsident anstrebte.
Als Tandja infolgedessen am 18. Februar 2010 durch einen Militärputsch abgesetzt wurde, gehörte Abdou Kaza zu den ersten Namen, die medial als mögliche Putschautoren genannt wurden, bis die Anführerschaft durch den Offizier Salou Djibo bekannt wurde. In der Übergangsregierung vom 1. März 2010, die unter Salou Djibo und dem von ihm geleiteten Obersten Rat für die Wiederherstellung der Demokratie eingerichtet wurde, übernahm Abdou Kaza das Amt des Ministers für Wasser, Umwelt und Bekämpfung der Desertifikation. Diese Funktion hatte er bis zur Einsetzung einer neuen, demokratisch zustande gekommenen Regierung am 21. April 2011 inne.
Kurz darauf wurde Kaza Ehrenpräsident der Association des Producteurs Privés de Semences du Niger (APPSN), des Verbands der privaten Saatgut-Produzenten Nigers. Er setzte außerdem seine militärische Laufbahn fort. Der neue Staatspräsident Mahamadou Issoufou ernannte ihn 2012 zum Divisionsgeneral bei den Bodenstreitkräften. Nach dem Tod von Yayé Garba wurde Abdou Kaza 2013 dessen Nachfolger als stellvertretender Kommandant der African-led International Support Mission to Mali. Zwei Jahre später wurde er bei den Streitkräften in den Ruhestand versetzt.
Kaza wurde 2015 zum Gouverneur der Region Diffa im Osten des Landes bestimmt. Die Region litt zunehmend unter Angriffen der Terrororganisation Boko Haram aus dem südlichen Nachbarland Nigeria. Die Ernennung eines erfahrenen Militärs wie Kaza zum Gouverneur war einer der Versuche der Regierung Nigers, auf die veränderte Sicherheitslage zu reagieren. Im darauffolgenden Jahr wurde Kaza als Gouverneur abgelöst.